# Dong Chao
Dong Chao (董超S, Dǒng ChāoP; 5 febbraio 1988) è uno schermidore cinese, specializzato nella spada.

## Palmarès
- Campionati asiatici

Suwon 2014: argento nella spada a squadre.
Singapore 2015: argento nella spada a squadre.
Wuxi 2016: bronzo nella spada a squadre.
Bangkok 2018: oro nella spada a squadre.